# Nenga gajah
Nenga gajah är en enhjärtbladig växtart som beskrevs av John Dransfield. Nenga gajah ingår i släktet Nenga och familjen Arecaceae. Inga underarter finns listade i Catalogue of Life.